# 米特雷尼鄉
44°10′N 26°36′E / 44.167°N 26.600°E
米特雷尼鄉（羅馬尼亞語：Comuna Mitreni, Călărași），是羅馬尼亞的鄉份，位於該國南部，由克勒拉希縣負責管轄，面積51平方公里，海拔高度29米，2007年人口4,387，人口密度每平方公里86人。